# Kỷ lục Olympic
Các kỷ lục Olympic là những thành tích tốt nhất trong một sự kiện cụ thể trong đó sự kiện lịch sử trong mỗi kỳ Thế vận hội Mùa hè hoặc Thế vận hội Mùa đông. Do từng loại Thế vận hội diễn ra chỉ một lần bốn năm nhiều trong số những kỷ lục này không tương thích với các kỷ lục thế giới mặc dù chúng  được coi là những thành tựu quan trọng trong sự nghiệp của các vận động viên có thể phá vỡ hay đạt thành tích ngang với các kỷ lục này.
Ủy ban Olympic quốc tế công nhận các kỷ lục chỉ cho một số sự kiện thể thao nào đó. Chúng bao gồm, nhưng không giới hạn:
- Bắn cung (danh sách)
- Trượt tuyết đổ đèo (các kỷ lục chỉ được công nhận bởi FIS)
- Điền kinh (danh sách)
- Hai môn phối hợp (chỉ có nội dung băng đồng)
- Xe trượt lòng máng (các kỷ lục chỉ được công nhận bởi FIBT)
- Xe đạp (danh sách)
- Trượt tuyết băng đồng
- Nhảy cầu
- Bóng đá (các kỷ lục của nữ)
- Trượt tuyết tự do (các kỷ lục chỉ được giữ lại đối với ski cross)
- Trượt băng nằm ngửa
- Hai môn phối hợp Bắc Âu
- Bắn súng (danh sách)
- Trượt băng tốc độ cự ly ngắn (danh sách)
- Trượt băng nằm sấp (các kỷ lục chỉ được công nhận bởi FIBT)
- Trượt tuyết nhảy xa
- Trượt băng tốc độ (danh sách)
- Trượt ván trên tuyết (các kỷ lục không được ghi lại trong halfpipe và slopestyle)
- Bơi lội (danh sách)
- Ba môn phối hợp (các kỷ lục chỉ được công nhận bởi ITU)
- Cử tạ (danh sách)